# 都丸悠
都丸 悠（とまる ゆう、1977年9月15日 - ）は、日本のシンガーソングライター。
出身地 三重県鳥羽市、身長 175cm、趣味 スポーツ全般

## 人物
三重県鳥羽市の小さな漁村で生まれる。父は新聞記者、母は漁師の娘。
3歳頃から戦争担当の記者であった父と共に引越しを繰り返し、小中学時代をイラン・イタリア、高校時代をイギリスで過ごす。海外生活の中で戦争や文化の違いを体験。大学時代は北海道の網走で漁師をしながら過ごす。
22歳の時に、戦争体験や差別、飢え、貧富の差、そして日本で暮らしてから感じた人のあたたかみや哀しみを自分が生まれた国で唄にしようと決意し、アーティスト活動をスタート。デビューから自身の書き下ろしアルバム10万枚以上をセールス。主に反戦フォークや歌謡曲などをギター一本で歌う。
歌手向けソングライターとしても活動を始め、鳥羽一郎、前田瑠美、響あゆみなどに詞の提供を行う。

## 主な作品
- 鳥羽一郎 『肩車』『花いちもんめ』『貴方へ』（作詞）
- 前田瑠美 アルバム『歌集』『霧島連山』『旅歌百景』『情景歌』『色彩の詩』（作詞・作曲）
- 響あゆみ アルバム『一本の櫻の木』『海峡網走』（作詞・作曲）
- Tomo Yo アルバム『Not Alone...』（作詞・作曲）
- 王子恵 アルバム『母なる川』（作詞・作曲）
- 都丸悠 アルバム『チグリス河』『ばあちゃんの歌』『一本の櫻の木』『鰤王』（作詞・作曲）